# 八穀增七
鹿豹座29，又名BD+56 1065，HD 38618、SAO 25403、HR 1992，是鹿豹座的一颗恒星，视星等为6.54，位于銀經155.93，銀緯14.75，其B1900.0坐标为赤經5h 42m 2.1s，赤緯+56° 14.75′ 9″。